# Köse Mihal
Köse Mihal bei, también Gazi Mihal y Abdullah Mihal Gazi (siglo XIII - Edirne aprox. 1340), según las primeras crónicas significativas, fue un bizantino convertido al islam y que se convirtió en socio de Osman I. Fue considerado el fundador de la familia de akıncı de Mihaloglu (Mihalli).
La historicidad de Köse Mihal no es reconocida por todos los historiadores, según la opinión de los otomanistas K. Imber, K. Foss y P. Lindner, todas las historias sobre Köse Mihal no son más que leyendas.

## Biografía según las crónicas
Köse significa en turco "sin barba" o "alguien que tiene una barba rara"; es decir, Köse Mihal significa "Mihal sin barba". Según la leyenda, Köse Mihal, cuyo nombre original era "Michael Kosses", era el comandante bizantino (tekfur) de Chirmenkia (Harmankaya). El castillo con este nombre estaba ubicado en las estribaciones de Uludag en la región de Bilecik. Quizás Belekoma sea otro nombre para el mismo lugar [1]. Siempre se ha preguntado el origen de Köse Mikhail. Algunos historiadores afirman que era griego.[6][7] Según una teoría, el origen de Köse Mikhail Se basa en los Cuman-Kipchaks, que Juan III Doukas Vatatzes colocó como fuerza fronteriza. [8][9][4][10] [11][12] Mihal Ashikpashazadeh (1393- c.1484) fue el primero en conectar este lugar en la crónica de Oruj-bey [tr] (siglo XV) no se menciona la conexión entre Chirmenkia y Mihal. Ashikpashazade también fue el primero en llamarlo Mihal Kese, en Oruj Bey era simplemente Mihal [2]. Existe diferente información sobre el momento del inicio de la amistad entre Osman Gazi y Köse Mikhal. Sin embargo, parece que pudo haber surgido entre 1282 y 1283 [3] .
La mayoría de los historiadores otomanos creían que Köse Mihal tenía relaciones amistosas con Osman Gazi y participó como aliado en las campañas militares de Osman contra los vecinos, lo apoyó como líder y medió en las relaciones con la población griega local [3]. Según Lutfi Pasha (1488-1564), la amistad entre Mihal y Osman surgió por respeto. El tekfur bizantino de Eskisehir (el nombre no fue nombrado) y Mihal, el tekfur de Chirmenkia, lucharon contra Osman Bey. Osman derrotó y tomó prisionero a Mihal, pero como Mihal luchó con valentía, Osman decidió no matarlo. Se desarrolló una estrecha amistad entre ellos [4]. Mehmed Neshri informó una historia similar [5]. Según Ashikpashazadeh, la primera campaña conjunta de los amigos fue contra la fortaleza de Bolu. Regresaron a Karadjahisar desde las provincias de Tarakli, Goynuk y Mudurnu con mucho botín [1]. Después de esta campaña, no hubo peleas durante 7 años. El Tekfur de Bilecik estaba preocupado por la creciente fuerza de Osman. Cuando Mihal se casó con su hija, invitó a los señores feudales bizantinos a la boda y quiso persuadirlos de que firmaran un tratado de paz con Osman Gazi. Pero en lugar de aceptar la oferta de paz de Köse Mihal, los bizantinos intentaron persuadirlo para que cooperara contra Osman. Pronto se planeó la boda del Tekfur de Bilecik y la hija del Tekfur de Yarhisar. Osman también fue invitado a ella, ya que los bizantinos lo iban a matar. Pero Mihal le contó a Osman sobre la conspiración, que le salvó la vida. Osman aceptó la invitación del Tekfur de Bilecik, apareció con soldados vestidos con trajes de mujer, mató al novio y le dio la novia a su hijo Orhan. Osman no olvidó este servicio, Mihal y sus hijos disfrutaron del favor y la confianza tanto de Osman como de Orhan [1] [6]. Mihal se menciona además en la narrativa de Ashikpashazade en las campañas de Osman y Orhan en 1305 [1] [7] .
Según las crónicas, Köse Mihal fue uno de los beys más confiables de Osman Gazi y fue fundamental en la conquista de Bursa en 1326. Osman instruyó a su hijo Orhan a conquistar la ciudad. Orkhan sitió la ciudad durante mucho tiempo, pero no pudo tomarla. Aktimur, el sobrino de Osman, y Balabandzhik, el comandante de Osman, un esclavo eslavo, construyeron fortalezas y se fortificaron allí para controlar las rutas a la ciudad. Sin embargo, el asedio duró ocho años. No había más comida en la ciudad, todo el territorio alrededor de la fortaleza ya había sido conquistado por los turcos, pero Orhan quería tomar la ciudad de forma pacífica y sin derramamiento de sangre. Por lo tanto, envió a Köse Mihal al tekfur de Bursa. Habiendo recibido una promesa del renegado de preservar las vidas y propiedades de los habitantes, los Tekfur entregaron la ciudad. [8]... Después de la conquista de Bursa por Köse, Mihal ya no se menciona en las fuentes. Quizás murió poco después, y según la leyenda, fue enterrado en la ciudad de Pazarkoy, no lejos de Chirmenkia [1] [9] .
Según las crónicas, Köse Mihal tuvo cinco hijos: Mehmed, Yakhshi, Aziz, Khizir y Yusuf [10]. La familia, conocida en el Imperio Otomano como "Mihaloglu", y que remonta su linaje a Köse Mihal, dio en los siglos XV-XVI a muchos estadistas y líderes militares importantes en la Rumelia otomana [11] [10] .
Se alega que Aziz Pasha, hijo de Mihal, conquistó el castillo de Wiese y murió en 806 (1403), siendo su hijo Gazi Mihal-bey. Gazi Mihal Bey fue el primer representante documentado conocido de la familia. Durante el reinado de Mehmed I y Murad II, se distinguió en las hostilidades en Rumelia. Mihal Bey murió en Edirne en 839 (1435), su tumba está en la mezquita Gazi Mihal Bey. Algunos historiadores creen que fue el fundador de la familia Mihalogullar [10] .

## Mensaje de Mihal
Las fuentes sobre la conversión de Mihal al islam son contradictorias [3]. Los historiadores han nombrado varias fechas como el momento de la conversión de Mihal (1304, 1308, 1313 y posteriores). I. Uzuncharshili creía que Köse Mihal se convirtió al islam en 1313 [12]. Todas las historias sobre la conversión de Mihal asocian este evento con el conocimiento o amistad del bizantino con Osman Gazi [2]. Oruj Bey, autor de una de las primeras crónicas otomanas que se conservan, escribió que Mihal (Oruj simplemente lo llama Mihal, no Mihal Köse) se convirtió al islam después de que un profeta se le apareció en un sueño. [2]. Según Aşıkpaşazade, la conversión de Mihal ocurrió después de dormir, como la de Oruj, pero después de algún tiempo de comunicación entre hombres y después de la captura de Belekoma [13]. Osman y Mihal, el gobernador Chirmenkii, a menudo cazaban juntos, al mismo tiempo, según el historiador, Mihal aún no se ha convertido [14] .  Aşıkpaşazade, escribió que Michael se había convertido al islam antes de la caminata a los castillos en el valle de Sakarya  (Eddie Gaven , Mekeche, Akhisar y Lefke) en 1304 y participó en la campaña de Orhan a la fortaleza de Kara-Tegin y Kara Chepyush [1] [7] .

## La controversia sobre la historicidad de Mihal
De las fuentes otomanas, la más antigua que nos ha llegado es la Crónica de la Casa de los Otomanos (Teva-rih-i al-i Osman) de Ashikpashazade , iniciada en 1476. El primer cronista famoso del imperio fue Yakhshi Fakikh (m. Después de 1413), cuyo padre era el imán de Orhan. Yakhshi Fakikh compiló una crónica de Osman a Bayazid I (1398-1402), que se tituló "Descripciones de las hazañas de la casa de los otomanos a Yildirim Khan". El original de esta crónica no ha sobrevivido, pero se cree que casi literalmente entró en la obra de Ashik , Aşıkpaşazade luego Oruj y algunos otros historiadores otomanos [15]. Ashikpashazade escribió que leyó la Historia de Yakhshi Fakikh cuando se hospedaba en la casa de Yakhshi Fakikh en 1413. Oruj informó que se enteró de los eventos de la vida de Osman por Ashik-pasha-zade, y también mencionó que la fuente de la información era el hijo del Imam Orhan Gazi, Yakhshi Fakikh [16] . Dado que la historia de la vida de Osman se registró por primera vez en el siglo XV, un siglo y medio después de su muerte, para entonces ya habían tomado forma leyendas y tradiciones establecidas. Los investigadores creen que es extremadamente difícil, si no imposible, separar la realidad de la ficción en las historias sobre el período temprano de la historia otomana [17] . El otomanista Colin Imber escribió que casi todas las historias sobre Osman que se encuentran en las crónicas del siglo XV son ficticias: “el análisis textual más elemental muestra que casi todos los 'hechos' sobre Osman Gazi y sus seguidores son en realidad ficción” [2 ]. Según R.P. Lindner, Colin Imber y Clive Foss demostraron que Köse Mihal no existía. "Adiós, viejo amigo" - escribió sobre esto [18] . Según Imber, los personajes representados en las primeras crónicas otomanas fueron creados por etimología popular basada en algunos nombres de lugares en Anatolia. Además, según Imber, algunas de las figuras más importantes de la historia otomana, como Köse Mihal, fueron simplemente "creadas" por cronistas otomanos [2] [19] .
La primera mención de Köse Mihal se remonta a 1467, la época en que se escribió la Crónica de Oruj Bey, cuando Oruj escribió la historia de la conversión de Mihal después de un sueño profético. El desarrollo de la leyenda fue dado por Ashikpashazade. Según los registros otomanos de principios del siglo XVI, Mihaloglu Aliadquirió Chirmenkia y no la heredó de antepasados. No se especifica la fecha de la transacción, Ali murió en 1500 y la adquisición tuvo lugar en la segunda mitad del siglo XV. Se puede concluir que Mihaloglu apareció en Chirmenkia un siglo y medio después de la muerte de Mihal. Sin embargo, Ashikpashazadeh escribió en su Historia que Kose Mihal era el gobernador bizantino de Chirmenkia, y luego el propietario otomano de la fortaleza en el siglo XIII. Según K. Imber, Ali y Ashikpashazadeh podrían haberse conocido, y el historiador simplemente "creó" un antepasado ficticio para el familiar, describiendo la propiedad comprada como hereditaria [2] [19] [10] .
H. Inalcik, quien comparó las crónicas bizantinas y otomanas que describen el período de la formación del Imperio Otomano, argumentó que las diferencias de hecho entre ellas son insignificantes, a pesar de que fueron escritas en diferentes momentos y desde diferentes lados del conflicto. Según el científico, se puede confiar en las crónicas otomanas, él creía que se basaban en fuentes confiables, pero ahora perdidas. E. Zachariadu se adhirió a una opinión similar [20] . M. Kiprovskaya, habiendo estudiado los documentos vakuf y defraudando al sanjak Khudavendigar (incluido Harmankaya), cree que la tesis de K. Imber es demasiado radical. Ella afirma que Köse Mihal realmente existió y que la información de las crónicas otomanas corresponde a la realidad [21] .
Los restos físicos de un pequeño fuerte aún son visibles al pie del monte Harmankaya. Es una de las muchas pequeñas fortalezas que fueron construidas por los emperadores bizantinos Miguel VIII (1259-1282) y Andrónico II (1282-1328) para proteger la frontera oriental de Bizancio en Bitinia de las incursiones turcas a lo largo del río Sakarya . Cambiar el canal del Sakarya inutilizó estas fortalezas. Según M. Kiprovskaya, antes de eso, Kharmankaya tenía una ubicación estratégicamente importante. La alianza con el comandante de esta fortaleza fue importante para Osman [21] . Según A. Fileer, Pachymer habría mencionado el papel del traidor en el éxito de Osman, si esta traición jugó un papel tan decisivo, pero ni siquiera sabía que este gobernador se había pasado al enemigo [22]. A. Fayler concluyó que la crónica de Yakhshi Fakikh, que era la principal fuente de información sobre Mihal, por alguna razón exageraba el papel y la importancia de la figura de uno de los muchos tekfurs [22] . Demetrius Kiritsis, que estudió la aristocracia bizantina tardía, también consideró que el papel y el estatus social de Mihal en las fuentes otomanas eran extremadamente exagerados, ya que su nombre no aparece en las fuentes bizantinas [21] . Según Kiprovskaya, la ausencia de mención del nombre de Mihal puede explicarse por el hecho de que pertenecía a una familia ignorante y ocupaba un puesto pequeño. Köse Mihal pudo haber sido señalado por Pachimer cuando escribió que decepcionados y realmente abandonados por los emperadores, los bizantinos en Bitinia colaboraron con los otomanos, forjando alianzas y liderando sus campañas.[21] .

## Legado
Anteriormente, el artefacto otomano más antiguo que se conservaba era el casco de Orhan. Pero el 5 de diciembre de 2020, el  Ministerio de Defensa Nacional de Turquía anunció que la espada de Mihal fue registrada como el artefacto otomano sobreviviente más antiguo, y fue llevada al Museo Militar de Estambul